# Cis madurensis
Cis madurensis es una especie de coleóptero de la familia Ciidae.

## Distribución geográfica
Habita en la India.